# Eva Paulusová
Eva Paulusová, rozená Benešová, provdaná Kracíková, (19. února 1937, Jilemnice — 18. října 2017) byla československá lyžařka.

## Lyžařská kariéra
Na VII. ZOH ve Cortina d'Ampezzo 1956 skončila v běhu na lyžích na 10 km na 28. místě a ve štafetě na 3x5 km na 6. místě. Na IXI. ZOH v Innsbrucku 1964 skončila v běhu na lyžích na 5 km na 22. místě, na 10 km na 21. místě a ve štafetě na 3x5 km na 6. místě. Reprezentovala Československo v letech 1956-1967. Startoval třikrát na mistrovství světa, 7x vyhrála československé mistrovství v kategorii žen a 2x ve štafetě.